# Питим (река)
Питим — река в Кировской области России, левый приток Косы (бассейн Волги). Протекает в Богородском, Кумёнском и Зуевском районах. Устье реки находится в 78 км по левому берегу Косы. Длина реки — 29 км, площадь бассейна 131 км².
Исток реки на Красногорской возвышенности в Богородском районе у деревни Барашки. Река течёт на северо-восток, русло извилистое. Верхнее течение проходит по Богородскому району, затем река образует его границу сначала с Кумёнским, а потом с Зуевским районом, в нижнем течении перетекает в Зуевский район. Высота устья — 134,4 м над уровнем моря.
В среднем течении протекает деревни Питим, Ветошкино и несколько покинутых. Именованных притоков река не имеет.
Впадает в Косу у деревни Поля. Питим впадает в небольшую запруду на Косе, образованную плотиной бывшей ГЭС. Ширина реки у устья около 15 метров.

## Данные водного реестра
По данным государственного водного реестра России относится к Камскому бассейновому округу, водохозяйственный участок реки — Чепца от истока до устья, речной подбассейн реки Вятка. Речной бассейн реки — Кама.